# Пепін (містечко, Вісконсин)
Пепін (англ. Pepin) — місто (англ. town) в США, в окрузі Пепін штату Вісконсин. Населення — 741 особа (2020).

## Демографія
Згідно з переписом 2010 року, у місті мешкала 721 особа в 303 домогосподарствах у складі 218 родин. Було 443 помешкання
Расовий склад населення:
| - 98,8 % — білих - 0,3 % — азіатів - 0,1 % — корінних американців |

До двох чи більше рас належало 0,7 %. Частка іспаномовних становила 0,3 % від усіх жителів.
За віковим діапазоном населення розподілялося таким чином: 21,4 % — особи молодші 18 років, 61,4 % — особи у віці 18—64 років, 17,2 % — особи у віці 65 років та старші. Медіана віку мешканця становила 47,8 року. На 100 осіб жіночої статі у місті припадало 105,4 чоловіків;  на 100 жінок у віці від 18 років та старших — 106,2 чоловіків також старших 18 років.
Середній дохід на одне домашнє господарство  становив 72 350 доларів США (медіана — 56 875), а середній дохід на одну сім'ю — 85 912 долари (медіана — 72 500). Медіана доходів становила 40 625 доларів для чоловіків та 35 000 доларів для жінок. За межею бідності перебувало 4,0 % осіб, у тому числі 0,0 % дітей у віці до 18 років та 5,3 % осіб у віці 65 років та старших.
Цивільне працевлаштоване населення становило 368 осіб. Основні галузі зайнятості: освіта, охорона здоров'я та соціальна допомога — 29,9 %, виробництво — 15,5 %, роздрібна торгівля — 9,5 %, будівництво — 9,5 %.